# Who Can You Trust?
A Who Can You Trust? volt az angol Morcheeba első lemeze. 
1996-ban adta ki a China Records.

## Számok
1. Moog Island
2. Trigger Hippie
3. Post Houmous – instrumentális
4. Tape Loop
5. Never an Easy Way
6. Howling
7. Small Town
8. Enjoy the Wait – instrumentális
9. Col
10. Who Can You Trust – instrumentális
11. Almost Done
12. End Theme – instrumentális